# Aurora Martín

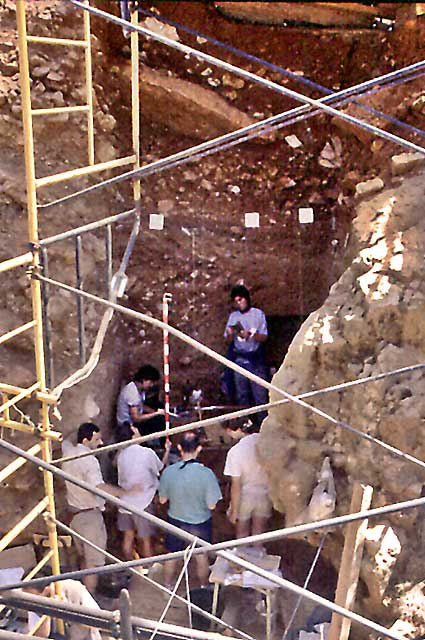
Estrato Aurora de la Gran Dolina.

Aurora Martín Nájera (Palencia, 1957) es una arqueóloga española conocida por ser la descubridora de los primeros restos de Homo antecessor en los yacimientos de la Sierra de Atapuerca, más concretamente en el estrato TD-6, que desde entonces recibe el nombre de estrato Aurora, de la Gran Dolina, dentro de la trinchera de ferrocarril que destapó los yacimientos. Desde 2022 es directora gerente del Museo de la Evolución Humana de Burgos, museo del que fue coordinadora general desde su inauguración en 2010.

## Trayectoria
Tras su licenciatura en la Universidad de Valladolid, en 1980 se unió al equipo de investigación de Atapuerca, incorporándose a las campañas de excavación y siendo la primera mujer en participar en dichas campañas. En 1994, en el momento de realizar el descubrimiento del Homo antecessor, seguía siendo la única mujer arqueóloga del yacimiento.
En 1989, se hizo cargo de la dirección del Museo Etnográfico Textil «Pérez Enciso» de Plasencia, formado a partir de la colección de Pérez Enciso.
En 2010, fue nombrada coordinadora general del Museo de la Evolución de Burgos donde continúa siendo, según sus propias palabras, la «única histórica» que queda.
En septiembre de 2022 fue nombrada directora gerente del Museo de la Evolución Humana y del Sistema de Atapuerca, como puesto de confianza.

## Hallazgo en Atapuerca
El 8 de julio de 1994, dos campañas después de comenzar el trabajo, Aurora Martín, primera y única arqueóloga del yacimiento, hasta ese momento, estaba realizando excavaciones en una cata, o sondeo, de unos seis metros cuadrados del yacimiento conocido como Gran Dolina, en lo que se había llegado a los diez metros de avance, en el estrato TD-6, cuando a media mañana apareció un molar. Martín lo pasó a otros miembros del equipo, entre ellos a Bermúdez de Castro, experto en el tema, que corroboró la sospecha inicial de la pertenencia a un hominino. Durante ese día aparecieron otros dos dientes más y algunas piezas de industria lítica en el estrato, que pasó a llamarse entre los miembros del equipo de excavación como estrato Aurora.
Las tres piezas junto a los restos que fueron apareciendo en ese año y posteriores, hasta 1999, en el estrato Aurora fueron los que permitieron definir una nueva especie, Homo antecessor, cuyo holotipo son ellos mismos.
En estratos inferiores se encontraron restos de industria lítica, pero no aparecieron restos paleoantropológicos.

## Obra

### Artículos científicos
- (2003): «La política de exposiciones permanentes y su incidencia en la Exposición Permanente en la Fundación Eduardo Capa», Museo: Revista de la Asociación Profesional de Museólogos de España, 1136-601X, N.º. 8, págs. 85-96.
- (2005): «La génesis de un museo: de colección particular a Museo Etnográfico Textil "Pérez Enciso" de Plasencia (Cáceres)», Revista de Museología: Publicación científica al servicio de la comunidad museológica, 1134-0576, N.º. 32, págs. 83-91.
- (2006): «Pere de Palol, una vida dedicada a l'arqueologia», Revista de Girona, 0211-2663, N.º 236, págs. 30-33.
- (2013): «Atapuerca y el Museo de la Evolución Humana: historia de un modelo de difusión del patrimonio», Treballs d'Arqueologia, 1134-9263, N.º 19, págs. 27-40, en colaboración con Rodrigo Alonso Alcalde.
- (2015): «El Museo de la Evolución Humana de Burgos a punto de cumplir su quinto aniversario», Revista de Museología: Publicación científica al servicio de la comunidad museológica, 1134-0576, N.º. 62, págs. 76-91.

### Obras en colaboración
- (1987): «Análisis de la industria lítica del complejo de Atapuerca (Burgos)» en El hombre fósil de Ibeas y el Pleistoceno de la Sierra de Atapuerca, coord. por Emiliano Aguirre Enríquez, Eudald Carbonell, José María Bermúdez de Castro, 84-505-7066-2, págs. 389-424, en colaboración con Eudald Carbonell y Juan Carlos Díez Fernández-Lomana.
- (2002): «La Fundación Eduardo Capa: un singular ejemplo de centro dinámico de escultura» en Quince miradas sobre los Museos, coord. por Cristóbal Belda Navarro y María Teresa Marín Torres, 84-8371-311-X, págs. 291-316
- (2006): «La Fundación Eduardo Capa: de colección particular a Centro Didáctico de Escultura» en Renovar la tradición, Vol. 2, 84-7756-675-5, págs. 773-788.

- (2010): «Gestión del patrimonio etnográfico: el caso extremeño» en NOS-OTROS: Miradas antropológicas sobre la diversidad / coord. por Javier Marcos Arévalo, Salvador Rodríguez Becerra, Enrique Luque Baena, Vol. 2, 978-84-96757-27-1, págs. 1141-1158, en colaboración con Carlos Calderón Torres e Ismael Sánchez Expósito.

- (2013): «El Sistema Atapuerca Cultura de la Evolución (SACE), una propuesta de gestión integral de los yacimientos arqueopaleontológicos de la Sierra de Atapuerca (Burgos)» en Interpretar la frontera: Jornadas de Patrimonio, Turismo y Desarrollo Local, 26-28 de julio de 2013, coord. por Manuel Salinas de Frías, 2013, 978-84-7797-426-0, págs. 71-82, en colaboración don José Javier Fernández Moreno.